# 莫特魯
莫特魯（羅馬尼亞語：Motru）是羅馬尼亞的城市，位於該國西南部，距離首府特爾古日烏35公里，由戈爾日縣負責管轄，面積50.09平方公里，海拔高度182米，2009年人口22,295，大多數居民信奉東正教。